# Chōfu
Chōfu (jap. 調布市 Chōfu-shi) – miasto w Japonii, na wyspie Honsiu, w prefekturze metropolitarnej Tokio, nad rzeką Tama. Ma powierzchnię 21,58 km². W 2020 r. mieszkało w nim 242 721 osób, w 120 429 gospodarstwach domowych  (w 2010 r. 223 609 osób, w 107 915 gospodarstwach domowych). Ośrodek przemysłu elektrotechnicznego, maszynowego, chemicznego i spożywczego; w mieście znajduje się laboratorium badawcze w dziedzinie budowy rakiet, samolotów i statków kosmicznych, tor wyścigów konnych oraz Ogród Botaniczny Jindai. 
W okresie Edo (1603–1868) miasto pełniło funkcję shukuby na trasie Kōshū-kaidō. W latach 20. XX wieku, po wybudowaniu linii kolejowej łączącej Chōfu z Tokio, rozpoczął się proces szybkiej industrializacji.